# Fiore di zucca

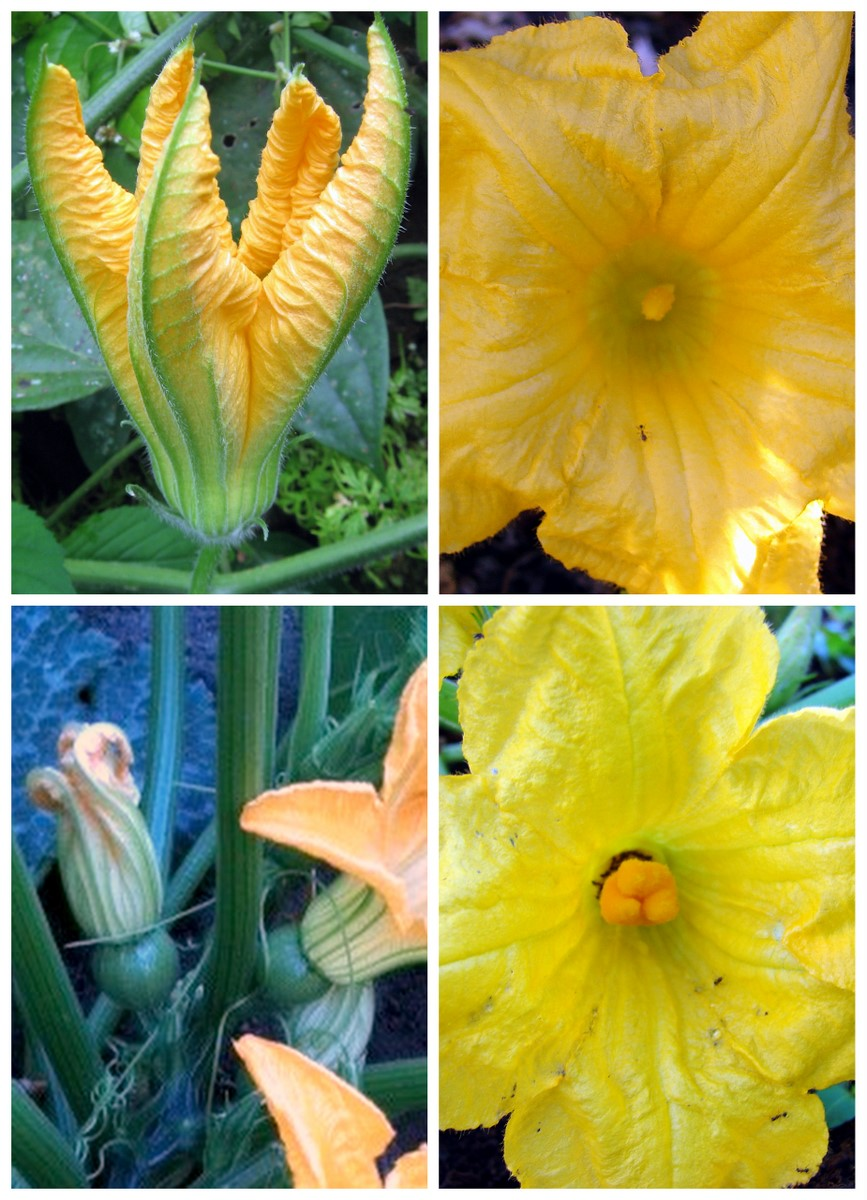
Fiori di zucca maschili (in alto) e femminili (in basso) a confronto

Il fiore di zucca è quello delle varie specie di Cucurbita. Solitamente esso identifica, più nello specifico, il fiore delle varie cultivar di zucchina (Cucurbita pepo).

## Descrizione
Il fiore delle Cucurbita è di forma oblunga e di colore giallo intenso e verde. Sebbene con "fiore di zucca" si intenda spesso il solo fiore delle zucchine, esso può anche riferirsi a quelli provenienti dalle zucche, che differiscono dai primi in quanto sono più profumati e hanno un colore meno aranciato. Quelli maschili hanno un gambo lungo, crescono direttamente sulla pianta e hanno un pistillo allungato che trattiene il polline necessario alla fecondazione, mentre quelli femminili sono attaccati direttamente al frutto e hanno un pistillo arrotondato. Durante la loro raccolta, vengono utilizzati prevalentemente i fiori maschili in quanto quelli femminili garantiscono l'impollinazione. Se si decide invece di raccogliere i fiori femminili si devono recidere con delicatezza, senza danneggiare l'ovario cui sono portati ove non danneggiarlo e così perderlo.

## In cucina

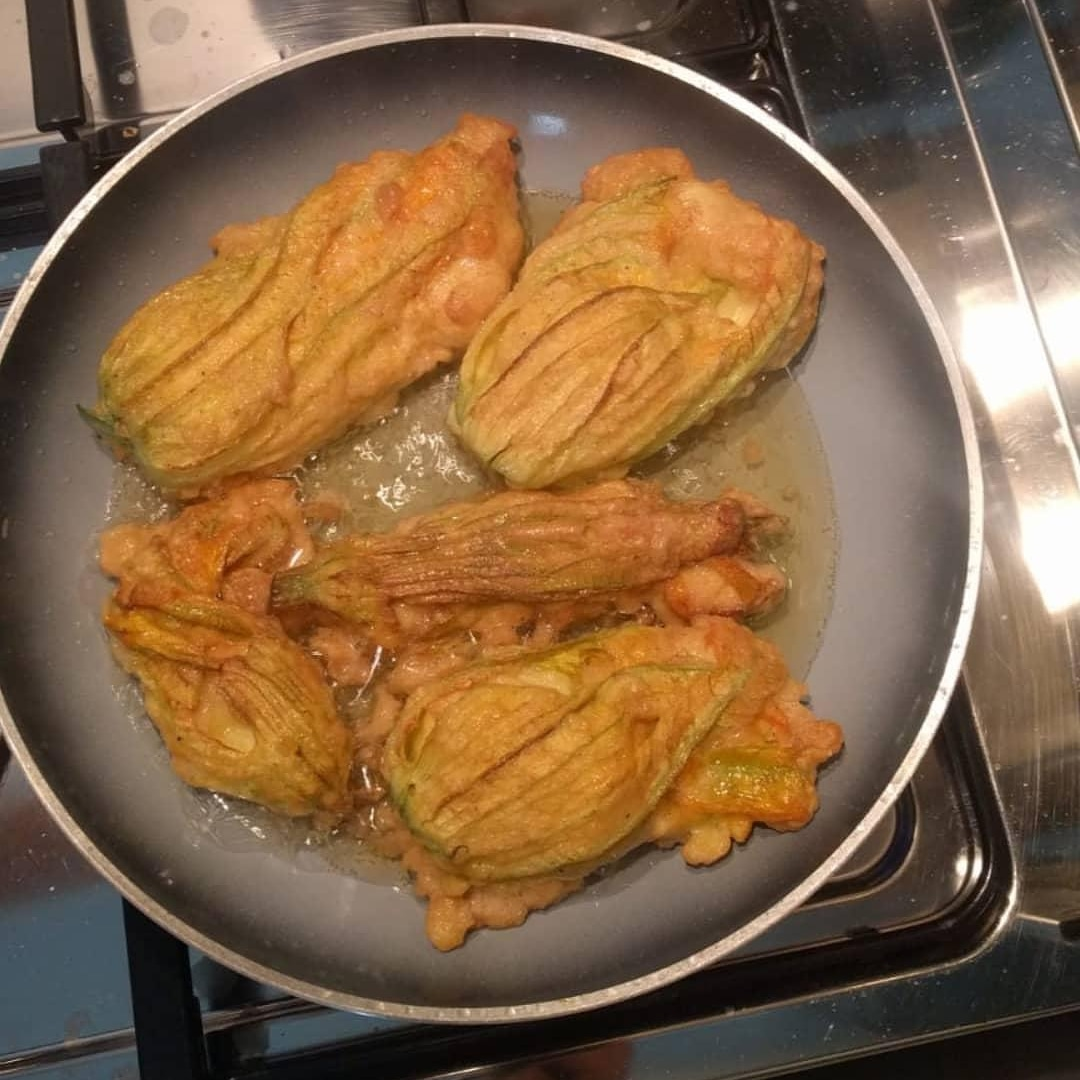
Fiori di zucca fritti

I fiori di zucca sono un popolare ingrediente culinario. Vengono raccolti a maturazione avvenuta e solitamente fritti. Tra le ricette in cui vengono impiegati vi sono, ad esempio, gli sciurilli napoletani o i fiori di zucca in pastella "alla romana". Tale fiore viene anche impiegato per preparare i dolma delle cucine turca e greca.